# Armenia (Wisconsin)
Armenia es un pueblo ubicado en el condado de Juneau en el estado estadounidense de Wisconsin. En el Censo de 2010 tenía una población de 699 habitantes y una densidad poblacional de 3,47 personas por km².

## Geografía
Armenia se encuentra ubicado en las coordenadas 44°10′43″N 90°0′40″O / 44.17861, -90.01111. Según la Oficina del Censo de los Estados Unidos, Armenia tiene una superficie total de 201.28 km², de la cual 171 km² corresponden a tierra firme y (15.05%) 30.28 km² es agua.

## Demografía
Según el censo de 2010, había 699 personas residiendo en Armenia. La densidad de población era de 3,47 hab./km². De los 699 habitantes, Armenia estaba compuesto por el 92.85% blancos, el 0.43% eran afroamericanos, el 1.43% eran amerindios, el 0.14% eran asiáticos, el 0% eran isleños del Pacífico, el 3.72% eran de otras razas y el 1.43% pertenecían a dos o más razas. Del total de la población el 9.73% eran hispanos o latinos de cualquier raza.